# Grisell Pérez Rivera
Grisell Pérez Rivera (Ciudad Nezahualcóyotl, 12 de febrero de 1983 - 17 de marzo de 2021) fue una abogada, criminalista y activista por los derechos de las mujeres, mexicana. Fue la fundadora de un albergue para mujeres en Tlalmanalco, Estado de México, llamado 'Cabaña de la Sabiduría'. El 26 de marzo de 2021, Pérez Rivera desapareció, y fue buscada por la Fiscalía mexiquense. Su caso fue denunciado por organizaciones como Amnistía Internacional, la Oficina en México del Alto Comisionado de Naciones Unidas para los Derechos Humanos, la Red Nacional de Defensoras de Derechos Humanos en México y la Iniciativa Mesoamericana de Mujeres Defensoras de Derechos Humanos. 

## Biografía

### Activismo
Grisell Pérez Rivera fundó un albergue llamado 'Cabaña de la Sabiduría' en 2014, para recibir y atender a mujeres víctimas de violencia institucional y machista. El albergue estaba ubicado en Tlalmanalco de Velázquez, Estado de México.

El 22 de febrero de 2019, Grisell Pérez Rivera participó en el Primer foro de víctimas de lesa humanidad en el Senado de la República, el cual también promovió. En ese año, el 8 de marzo, Grisell participó en las protestas en contra de los feminicidios, y estuvo en el plantón frente al Palacio Nacional durante 50 días. En abril de 2019, tuvo la intención de entregarle a Andrés Manuel López Obrador, presidente de México, una carta en el que se le pedía que atendiera la situación de violencia en contra de las mujeres. En una entrevista, señaló:
Yo me he tenido que atravesar al carro de Andrés Manuel López Obrador, le he pedido una cita con la secretaria de Gobernación para coadyuvar con la emergencia nacional que es el feminicidio, (…) tenemos mucho que exigir porque las cifras de feminicidio a partir de estos poquitos días de Gobierno, han aumentado.
En un foro en el que participó en la Cámara de Diputados, para discutir el tema de los feminicidios en México, el 11 de abril de 2019, Grisell Pérez Rivera, señaló:
El tema es prioritario y requerimos tomarlo como emergencia nacional, los feminicidios son una cuestión de salud pública. No las están matando en su casa ni les están dando un debido sepelio, las están descuartizando, degollando, aventando a los ríos, las están dejando en la calle violadas. Es una cuestión de la salud pública, de seguridad nacional, de justicia social.

## Desaparición
El 26 de marzo de 2021, Pérez Rivera desapareció, reportándose la zona de Los Volcanes, en el Fraccionamiento Santa María, como la última en la que fue vista. El 13 de abril de 2021, la Fiscalía de Justicia Mexiquense emitió una ficha de búsqueda.
Un mes después de su desaparición, una cuadrilla de construcción demolió la casa de Grisell Pérez, ubicada en Tlamanalco, enterrando sus pertenencias. Este hecho fue denunciado por su madre, Concepción Rivera.
Organizaciones sociales como Amnistía Internacional, la Oficina en México del Alto Comisionado de Naciones Unidas para los Derechos Humanos, la Red Nacional de Defensoras de Derechos Humanos en México, la Iniciativa Mesoamericana de Mujeres Defensoras de Derechos Humanos, entre otras, denunciaron la desaparición y que las autoridades trabajen para su localización.
La representante de la familia de Grisell Pérez, Malú García, señaló que existen irregularidades en la investigación de la fiscalía mexiquense, pues han perdido evidencia, videos del C5, no se recabaron testimonios, ni se ha trabajado en el móvil de la desaparición.
En noviembre de 2022, se reportó el hallazgo de su cuerpo sin vida, en El Durazno, Mixquiahuala, estado de Hidalgo. Desde marzo de 2022 se encontraron sus restos, pero fue hasta agosto de ese año que fue identificada a través de un perfil genético. El presunto feminicida, que fue pareja de Grisell Pérez, fue detenido en Chimalhuacán, Estado de México.

## Asesinato
El cuerpo de Grisell Pérez fue encontrado por las autoridades el 17 de marzo de 2021, en El Durazno, municipio de Mixquiahuala de Juárez, Estado de Hidalgo; sin embargo, en principio no fue reconocida porque en ese momento aún no había un reporte de desaparición para verificar sus señas particulares. Su familia reconoció el cuerpo de Grisell hasta el 22 de agosto de 2022.
Grisell Pérez fue víctima de feminicidio, y el presunto culpable fue Gerardo Esteban N., quien había sido su pareja sentimental.